# Włodzimierz Ławniczak

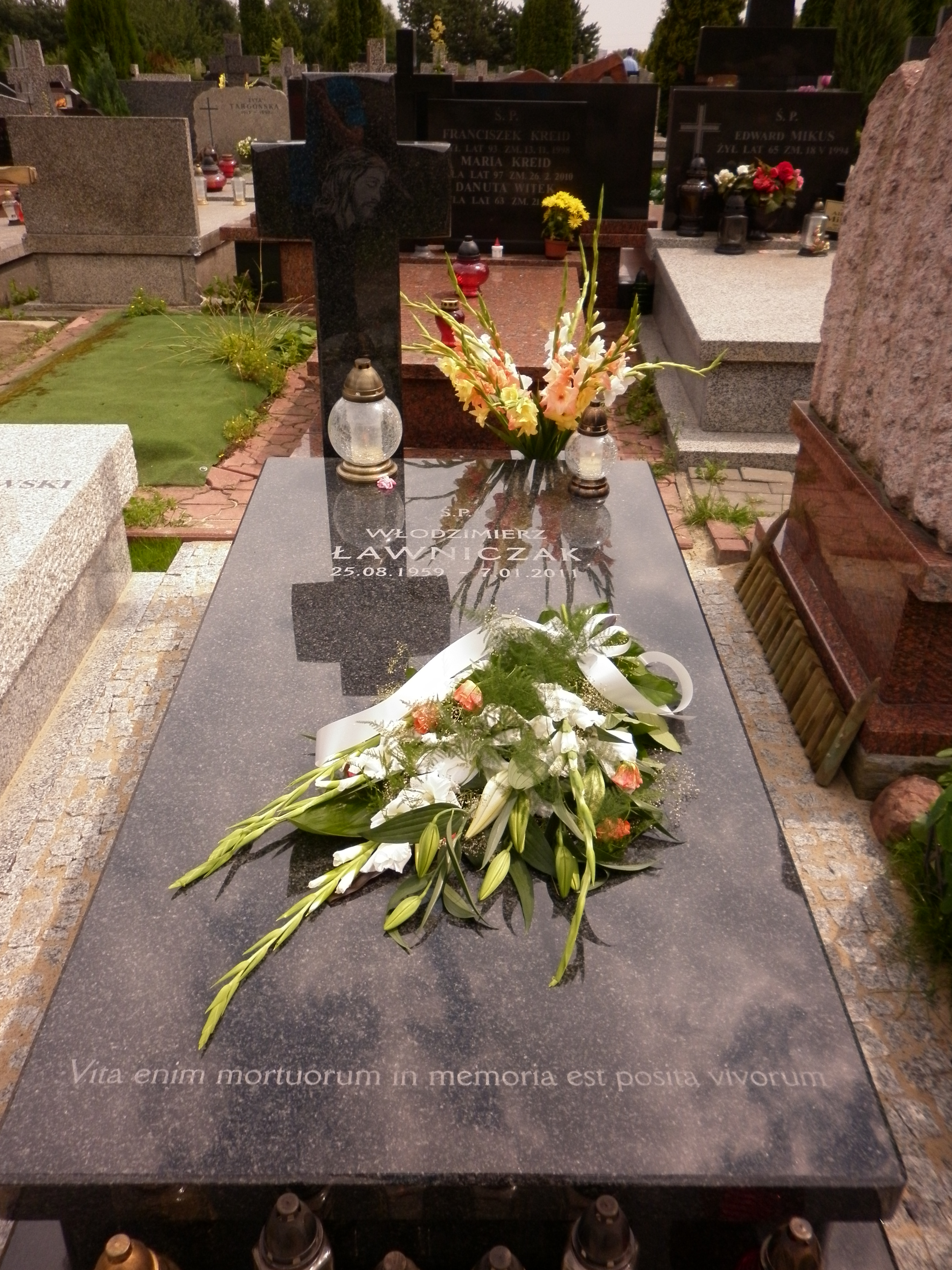
grób Włodzimierza Ławniczaka

Włodzimierz Ławniczak (ur. 25 sierpnia 1959 roku w Koninie, zm. 7 stycznia 2011 roku w Warszawie) – polski dziennikarz, w 2010 pełniący obowiązki prezesa TVP S.A.

## Życiorys
Ukończył studia magisterskie w dziedzinie inżynierii telekomunikacji w Akademii Techniczno-Rolniczej w Bydgoszczy. W latach 1990–1991 był zastępcą redaktora naczelnego tygodnika studenckiego itd, w latach 2001–2004 dyrektorem Biura Reklamy TVP, a w latach 2005–2007 członkiem kadry zarządzającej Polkomtelem. Od grudnia 2009 był członkiem zarządu TVP.
27 sierpnia 2010 Rada Nadzorcza powołała nowy zarząd pod przewodnictwem związanego z lewicą Ławniczaka oraz odwołała swojego przewodniczącego, Bogusława Szwedo i zawiesiła członka zarządu Przemysława Tejkowskiego (obaj rekomendowani przez PiS). Dopiero 20 września sąd wpisał do KRS odwołania członków RN, lecz nie wprowadził jeszcze zapisu o powołaniu p.o. prezesa.
Pochowany został na starym cmentarzu na Służewie w Warszawie 13 stycznia 2011.